# 洛泰勒里
洛泰勒里（法語：L'Hôtellerie，法語發音：[lotɛlʁi] ⓘ）是法国卡尔瓦多斯省的一个市镇，属于利雪区。

## 地理
洛泰勒里（49°8'30"N, 0°24'22"E）面积5.74 平方千米，位于法国诺曼底大区卡爾瓦多斯省，该省份为法国西北部沿海省份，北濒大西洋英吉利海峡，东北与滨海塞纳省以海上边界相接，东临厄尔省，南至奧恩省，西与芒什省接壤。
与洛泰勒里接壤的市镇（或旧市镇、城区）包括：马罗勒、方丹拉卢韦、皮安库尔、莱普拉斯、蒂贝维尔。

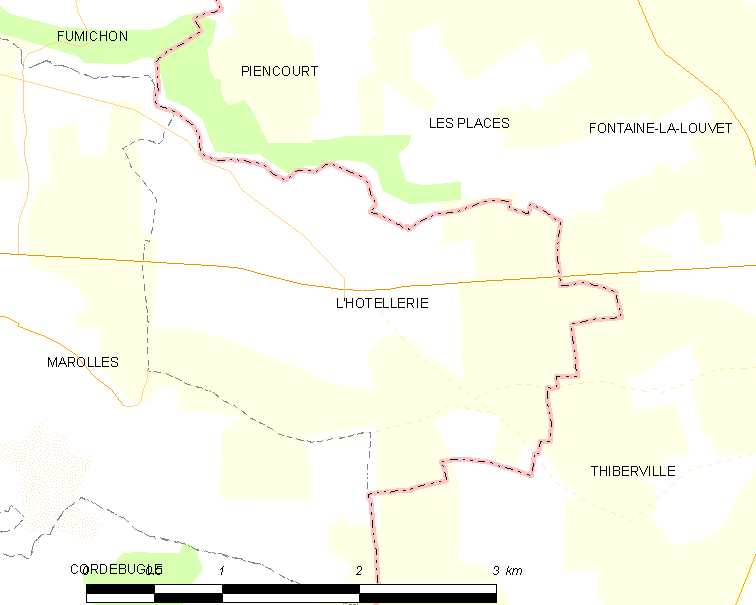
洛泰勒里的OSM定位图

洛泰勒里的时区为UTC+01:00、UTC+02:00（夏令时）。

## 行政
洛泰勒里的邮政编码为14100，INSEE市镇编码为14334。

## 政治
洛泰勒里所属的省级选区为利雪县。

## 人口

1962-2008年间洛泰勒里人口变化图示

洛泰勒里于2022年1月1日时的人口数量为318人。